# Dakotaraptor

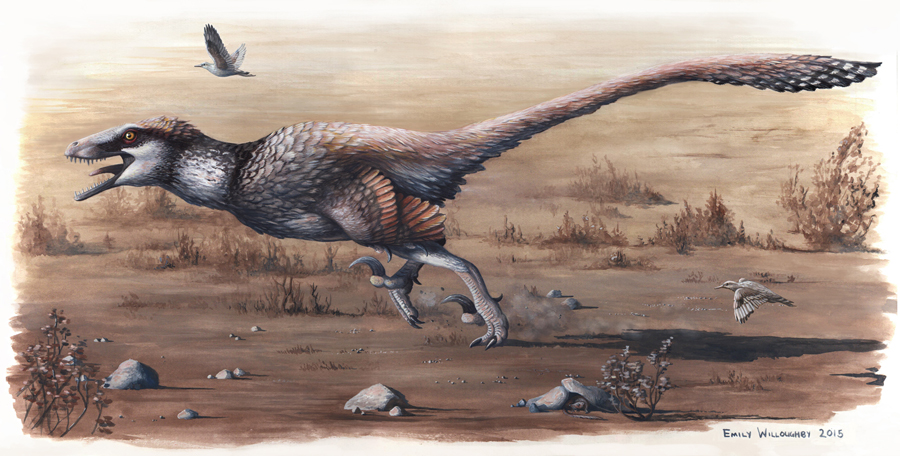
Rekonstrukcja wyglądu dakotaraptora

Dakotaraptor (Dakotaraptor) – rodzaj dużego dromeozaura pochodzący z okresu późnej kredy z Ameryki Północnej. Osiągał do 5–6 m długości. Reprezentowany był przez jeden gatunek – Dakotaraptor steini. 

## Odkrycie
W 2005 r. paleontolog Robert DePalma odkrył w hrabstwie Harding w Dakotcie Południowej fluwialne złoże kości zawierające szczątki różnych dinozaurów i nie-dinozaurów, które dostarczyło częściowego szkieletu przypisywanego przez DePalmę dużemu dromaeozaurowi. Następnie w tym samym miejscu znaleziono kolejne szczątki dromaeozaura.
W 2015 r. gatunek Dakotaraptor steini został nazwany i opisany przez Roberta A. DePalmę, Davida A. Burnhama, Larry'ego Deana Martina, Petera Larsa Larsona i Roberta Thomasa Bakkera. Nazwa rodzajowa, Dakotaraptor, łączy w sobie odniesienie do Południowej Dakoty i ludu Dakota z łacińskim słowem raptor, oznaczającym "grabieżcę". Nazwa gatunkowa, steini, honoruje paleontologa Waltera W. Steina. Dakotaraptor był jednym z osiemnastu taksonów dinozaurów z 2015 r., które zostały opisane w czasopismach o otwartym dostępie lub dostępnych bezpłatnie.

## Paleobiologia
Sierpowaty pazur drugiego palca, był używany do chwytania zdobyczy i miał mocniejszy zginacz niż u Utahraptora. Natomiast trzeci pazur stopy był stosunkowo mniejszy niż u innych dromaeozaurydów i wydaje się, że nie pełnił ważnej funkcji podczas atakowania zdobyczy. Na kości łokciowej znaleziono ślady po przyczepie piór, co dowodzi, że za życia nosił upierzenie. Przypuszczalna furkuły które przypisano do Dakotaraptora okazały być  częścią żółwia